# Unión Hidalgo, San Juan Ñumí
Unión Hidalgo är en ort i Mexiko.   Den ligger i kommunen San Juan Ñumí och delstaten Oaxaca, i den sydöstra delen av landet, 270 km sydost om huvudstaden Mexico City. Unión Hidalgo ligger 2 158 meter över havet och antalet invånare är 125.
Terrängen runt Unión Hidalgo är kuperad. Runt Unión Hidalgo är det glesbefolkat, med 8 invånare per kvadratkilometer. Närmaste större samhälle är Heroica Ciudad de Tlaxiaco, 13,8 km söder om Unión Hidalgo. I omgivningarna runt Unión Hidalgo växer huvudsakligen savannskog.